# Diocese de São Paulo e América do Sul
Diocese de São Paulo e América do Sul é uma diocese da ROCOR(A) na América do Sul com sede em São Paulo. O bispo governante é o arcebispo Gregório Petrenko.

## História
Em 17 de maio de 2007, ocorreu em Moscou a assinatura do Ato de Comunhão Canônica, segundo a qual a ROCOR faria parte do Patriarcado de Moscou como uma Igreja autônoma. Isto não foi aceito por todos os clérigos e leigos da ROCOR. A este respeito, várias comunidades em todo o mundo romperam com o Sínodo dos Bispos da ROCOR, liderado pelo metropolita Lauro Shkurla, reconhecendo como seu líder o bispo Agafângelo Pashkovski, o único hierarca da ROCOR que se manifestou contra a assinatura do “Ato”. Na América do Sul, a maioria das paróquias, clérigos e leigos da ROCOR não aceitaram o “Ato, ficando sob a subordinação do bispo Agafângelo. Para restaurar a vida normal da Igreja, foi convocada uma reunião de representantes de todas as paróquias da ROCOR, na qual foi decidida a criação de uma Autoridade Eclesial Suprema Provisória com o propósito de preparar e organizar o Quinto Concílio de Toda a Diáspora. Logo na primeira reunião foi eleito um administrador temporário da diocese sul-americana, que se tornou o arcipreste George Petrenko, reitor da Catedral de São Nicolau em São Paulo, muito respeitado entre os paroquianos.
Em 30 de julho de 2009, Agafângelo, que naquela época havia se tornado o primeiro hierarca da ROCOR(A) na categoria de metropolita, visitou a América do Sul. Em 3 de agosto de 2009, ele tonsurou o arcipreste George Petrenko ao monaquismo com o nome de Gregório e, em 8 de agosto, liderou sua consagração ao posto de bispo de São Paulo e da América do Sul.
Em 23 de abril de 2015, faleceu o clérigo mais antigo da diocese, o arcipreste mitrado Valentin Ivasheviche.
Em 1º de novembro de 2021, o arcipreste mitrado Vladimir Shlenev morreu de infecção por coronavírus.
No dia 1º de novembro de 2023, Gregório Petrenko realizou um serviço religioso na Igreja da Assunção da Mãe de Deus no Convento e Escola para Meninas, em Santiago, que existe sob a liderança da abadessa Juliania Zarzar. O reitor desta paróquia, arquimandrita Benjamin Vozniuki, rezou e comungou na Divina Liturgia, e eles, juntamente com a abadessa Juliania, juntaram-se assim à diocese sul-americana da ROCOR(A).

## Paróquias e comunidades
A lista das paróquias é fornecida de acordo com o site oficial da ROCOR (A) ( as paróquias que de facto não pertencem à diocese são riscadas).

### Brasil
- Catedral de São Nicolau (São Paulo);[11]
- Igreja da Santíssima Trindade (Vila Alpina, São Paulo);[12]
- Igreja da Intercessão (Vila Zelina, São Paulo);
- Igreja de São Sérgio de Radonej (Indianópolis, São Paulo);
- Igreja de São Serafim de Sarov (Carapicuíba, São Paulo);
- Igreja da Intercessão (Pedreira, São Paulo);
- Igreja da Intercessão (Niterói).

### Argentina
- Catedral da Ressurreição (Buenos Aires) - Sob posse da ROCOR;[13][14]
- Catedral da Santíssima Trindade (Buenos Aires);[15][16][17]
- Igreja de São Sérgio (Buenos Aires);
- Igreja de São Vladimir (Buenos Aires) - Demolida;[18]
- Igreja de Todos os Santos Iluminados na Terra Russa (Buenos Aires);[19][20]
- Igreja e Túmulo de São João, o Longânimo de Pecherski (Buenos Aires);
- Igreja do Juízo Final (Buenos Aires) - Tomada por moradores de rua;
- Igreja da Intercessão da Bem-Aventurada Virgem Maria (Tres Capones, Província de Misiones);
- Igreja da Exaltação da Santa Cruz (Obera, Província de Misiones) - Já não existe;
- Igreja do Santo Grande Mártir Demétrio de Tessalônica (San Isidro, Província de Misiones);
- Capela de São Nicolau (Córdoba);
- Comunidade de São Vladimir, Igual aos Apóstolos (Bariloche, Província do Rio Negro).

### Paraguai
- Igreja da Intercessão (Assunção) - Sob posse da ROCOR;[21][22]
- Igreja de São Nicolau (Encarnação).

### Uruguai
- Igreja da Ressurreição (Montevidéu).[23]

### Chile
- Igreja da Assunção da Mãe de Deus no Convento e Escola para Meninas (Santiago).[9]

## Bispos
- Agafângelo (Pashkovski) (maio de 2007-3 de agosto de 2009);
- Grigório (Petrenko) (3 de agosto de 2009-).